# Katarina Brieditis
Katarina Brieditis, född 1967, är en svensk textilformgivare.
Katarina Brieditis har från 1996 arbetat som frilansdesigner i egen regi och bland annat utfört uppdrag för Gudrun Sjödén och Linum. På uppdrag av hemslöjdskonsulenten i Västernorrland har hon med utgångspunkt i Märta Stina Abrahamsdotters efterlämnade föremål skapat moderna produkter. Hon har formgett dalahästar och textilier för Ikea och utgav 2000 boken Lust att sticka.